# ガル県
ガル県（ガルけん）は中華人民共和国チベット自治区ガリ地区に位置する県。

## 行政区画
1鎮、4郷を管轄：
- 鎮
  - 獅泉河鎮（獅泉河鎭、སེང་གེ་ཁ་འབབ་གྲོང་རྡལ།）
- 郷
  - 昆沙郷（昆沙鄕、དགུན་ས་ཤང།）
  - 左左郷（左左鄕、གཙོ་ཚོ་ཤང།）
  - 門士郷（門士鄕、མོན་འཚེར་ཤང།）
  - 扎西崗郷（扎西崗鄕、བཀྲ་ཤིས་སྒང་ཤང།）

## 交通

### 航空
- ガリ空港

### 道路
- 国道
  - G219国道